# Enrique Alberto Martínez Ossola
Enrique Alberto Martínez Ossola (Córdoba, 3 de junho de 1952) é um ministro católico romano argentino e bispo auxiliar de Santiago del Estero.
Em 11 de março de 1978, Enrique Martínez Ossola recebeu o Sacramento da Ordem do Bispo de La Rioja, Bernhard Heinrich Witte OMI.
Em 19 de junho de 2017, o Papa Francisco o nomeou Bispo Titular de Aquipendium e Bispo Auxiliar de Santiago del Estero. O Bispo de La Rioja, Marcelo Daniel Colombo, o consagrou em 18 de agosto do mesmo ano; Os co-consagrantes foram o Bispo de Santiago del Estero, Vicente Bokalic Iglic CM, e o Bispo de Jujuy, César Daniel Fernández.